# Дизельпанк

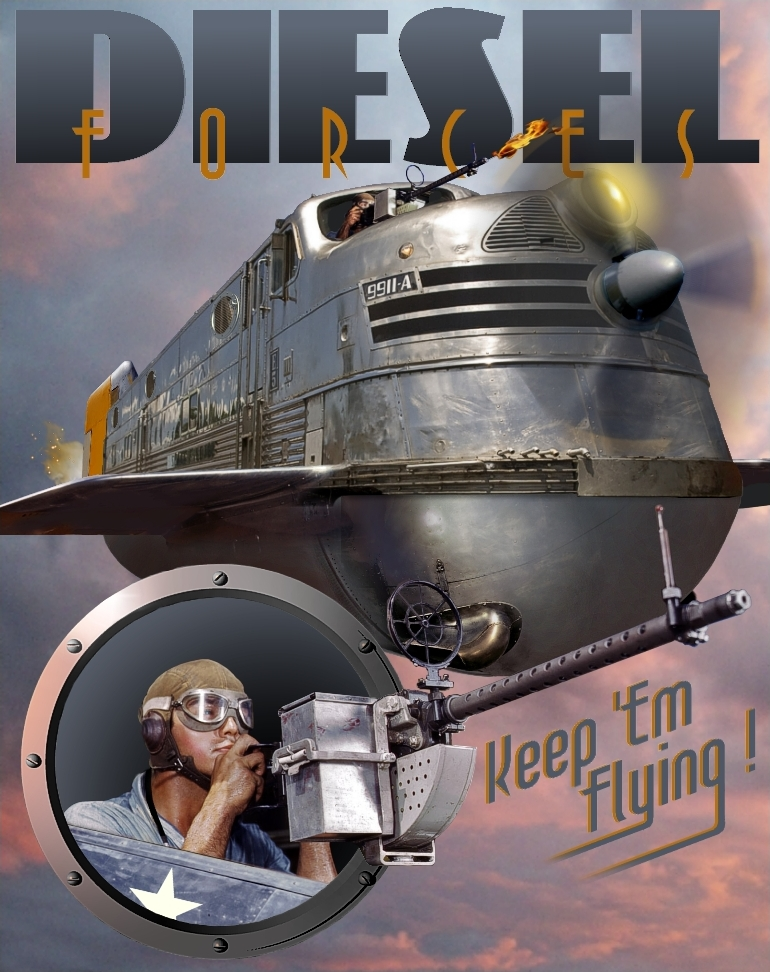
Штефан Прохаска. «Diesel Forces»

Дизельпанк (англ. Dieselpunk: diesel (дизельный двигатель) + punk) — поджанр научной фантастики, производная киберпанка. Описывает мир, основывающийся на технологиях уровня двух мировых войн. Ретроспективная направленность охватывает исторический период 1914—1950-х годов (с Первой мировой войны по начальный этап Холодной войны).

## Термин
Термин появился в 2001 году как маркетинговый ход, который придумал игровой дизайнер Льюис Поллак, чтобы описать свою настольную ролевую игру «Children of the Sun». После этого термин применялся для описания соответствующего характерного стиля изобразительного искусства, музыки, кино, художественной литературы моддинговой техники и поджанра фантастики в целом.
Слово «dieselpunk» является производным от названия жанра киберпанк и используется для представления вымышленной альтернативной гипертрофированной реальности, основанной на периоде времени, когда дизельный двигатель был в основе передвижения и прогресса в западной культуре. Суффикс «-панк» используется как часть названия жанров художественных произведений, в которых общество находится в глубоком упадке или на стадии радикальных перемен в социальном устройстве. Этим, в том числе, термин перекликается со стимпанком, другой производной киберпанка, который, как правило, основан на эстетике викторианской эпохи.

## Характеристика

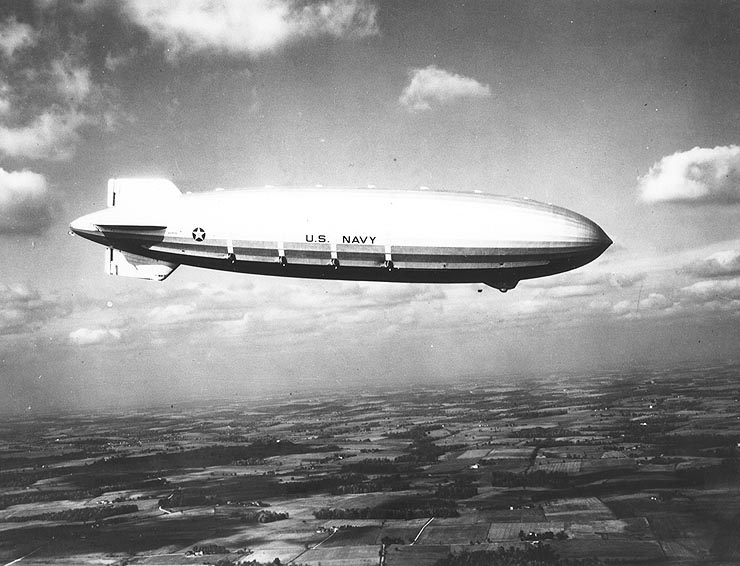
Реально существовавший летающий авианосец USS Akron (ZRS-4)

В основе дизельпанка лежит принцип дизельного двигателя как энергетической основы вымышленного альтернативного мира.
Основная тема дизельпанка — дизельная эпоха, обозначающая период, который начинается с первого года межвоенного периода, охватывает время между окончанием Первой мировой войны и началом Второй мировой войны, то есть с 1918 до 1939 года. Межвоенная эпоха занимает центральное место в одном из направлении дизельпанка, часто называемого «оттенсианским». Вторая мировая война в большей степени отображена в «пайкрафтианском дизельпанке». Точное окончание эпохи дизеля вызывает споры в дизельпанк-сообществе. В зависимости от источника, он заканчивается либо к началу Второй мировой войны, либо после её окончания, или продолжается до первой половины 1950-х годов с появлением таких культурных икон, как золотой век телевидения и смена биг-бендов и свинговой музыки на рок-н-ролл.

### Прототипы техники
Источниками вдохновения для дизельпанка послужили некоторые реально существовавшие необычные боевые машины (многобашенные танки, подводные крейсеры и летающие авианосцы). Например, проекты подводных крейсеров с артиллерийским вооружением (британские подлодки класса М, британская подлодка HMS X1, немецкие подлодки класса U 139 и французская подлодка «Сюркуф»), а также паротурбинные британские подлодки класса К стали прототипами оружия дизельпанка.

## Направления дизельпанка
По мнению редакции интернет-журнала «Flying Fortress», дизельпанк можно разделить на две основные темы и стили, разделительной линией между которыми является начало Второй мировой войны:
- Оттенсианский дизельпанк (по имени писателя Ника Оттенса[11]), также Флэпперпанк (англ. Flapperpunk от флэппер)[14] в первую очередь касается позитивного видения технологий, где воплощаются в жизнь утопические идеалы предсказаний времён Всемирной выставки[какой?], и основное внимание уделяется обстановке, где декадентская эстетика и утопическая философия американских «ревущих двадцатых» продолжает беспрепятственно развиваться на фоне отсутствия войны или экономического коллапса Великой депрессии[4]. Включает оптимистические предсказания о будущем[15] и часто элементы ретрофутуризма[4]. Делится на[11]:
  - Оптимистический: Декопанк (англ. Decopunk: от фр. art déco — «ар-деко») развивается в архитектурном направлении ар-деко и позднего модерна (ок. 1920—1950 годы). Примеры: фильм «Метрополис» (1927), мультсериал Бэтмен (1992), включающий элементы неонуара, видеоигра «Bioshock»[16].
  - Пессимистический: «Деликатесы» (1991), «Хроники мутантов» (2008).
- Пайкрафтианский дизельпанк поддерживает эстетику мировых войн и размышляет о том, как человеческая культура может перестать развиваться из-за постоянных военных конфликтов[4][12], описывает мир, где выживание зависит от дизельных электростанций и автомобилей (например, в мрачном будущем серии фильмов «Безумный Макс»[4]).

Выделяются дополнительные направления дизельпанка:
- Бластерная готика (англ. Raygun Gothic): ретрофутуризм на основе ар-деко и современных стилей. Термин придуман Уильямом Гибсоном[10].

## В массовой культуре

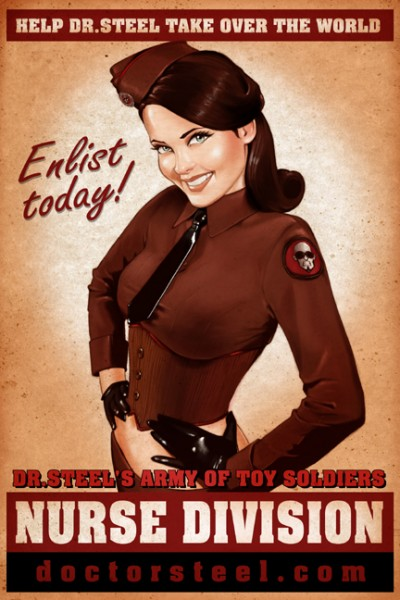
Тематический плакат от Dr. Steel.

Художественные работы (в том числе изобразительное искусство, музыка, литература и архитектура), созданные в стиле дизельпанк, находятся под сильным влиянием элементов искусства наиболее распространенных в западной культуре во время дизельной эпохи, таких как:
- Искусство — абстрактный экспрессионизм, ар-деко, Баухаус, Raygun Gothic, конструктивизм, кубизм, дадаизм, неопластицизм, футуризм, сюрреализм
- Музыка — блюз, джаз, рэгтайм, кабаре, биг-бэнд, свинг, блюграсс
- Литература — символизм, модернизм, pulp-журналы, нуар

### Кинематограф
Известными источниками вдохновения для дизельпанковского кино являются фильмы «Метрополис» (1927) и «Облик грядущего» благодаря их видению утопической культуры и техники.
Некоторые часто упоминаемые примеры кинофильмов в стиле дизельпанк: «Небесный Капитан и мир будущего», «Ракетчик», «Бесславные ублюдки» и «Воины света». В фильме «Первый мститель» критики усматривают характерные черты дизельпанка. Даже серия фильмов «Звёздные войны», по мнению критиков, имеет сильное влияние дизельпанка. Влияние эстетики дизельпанка также заметно в российском фильме «Обитаемый остров».
Хотя фильм «Бегущий по лезвию» широко известен как яркий пример киберпанка и нео-нуара, он также может быть описан как «атмосферный» дизельпанк из-за сильного элемента декаданса. Фильм «Бэтмен» Тима Бёртона, будучи ярким примером фирменной бёртоновской нео-готики, также указывается некоторыми критиками как пример дизельпанка; такого мнения придерживается, например, Кен Ханке в своей книге «Tim Burton: An Unauthorized Biography», который описывает сеттинг фильма — «Граждане, полицейские и чёрно-белые телевизоры выглядят будто это 1939 год».
Примеры:
- Гиперболоид инженера Гарина (1965)
- Крах инженера Гарина (1973)
- Безумный Макс (1979)
- Вампиры в Гаване (мультфильм) (1985)
- Бразилия (1985)
- Бигглз (1986)
- The Red Spectacles (1987)
- Ракетчик (1991)[11]
- Тёмный город (1998)
- Небесный Капитан и мир будущего (2004)[5]
- Первые на Луне (2005)
- К-20: Легенда в маске[англ.]
- Запрещённый приём (2011) (один из миров)
- Четвёртый рейх (2011)
- Первый мститель (2011)
- Железное небо (2012)
- Шпион (фильм, 2012)
- Безумный Макс: Дорога ярости (фильм, 2015)

Видеоклипы
- видеоклип «Special» группы Garbage
- видеоклип «Army Of Me» певицы Бьорк

### Мультипликация и аниме
- Spicy City
- Небесный замок Лапута
- Чудеса на виражах
- Триган
- «Воспоминания о будущем»: «Пушечное мясо»
- Turn A Gundam
- The Big O
- Jin-Roh
- Метрополис
- Изгнанник
- Аниматрица (новелла «Детективная история»)
- Хроники Валькирии
- Аватар: Легенда о Корре

### Комиксы и манга
- Kerberos Panzer Cop
- Kerberos Saga Rainy Dogs
- The Big O

### Компьютерные игры
Компьютерные игры с элементами дизельпанка в последние годы занимают высокие места в рейтингах; путь на Олимп им открыл успех игры Final Fantasy VII. Вторая мировая война также является популярной темой в играх жанра дизельпанк. Одной из наиболее известных была Return to Castle Wolfenstein; другие игры жанра по теме Второй мировой — Crimson Skies, Command & Conquer: Red Alert и Turning Point: Fall of Liberty. Компании Digital Reality и Grasshopper разрабатывают шутер Digital Reality and Grasshopper, который был описан как дизельпанк.

### Настольные игры и миниатюры
Дизельпанк занимает видное место в игровой индустрии как в настольных ролевых играх, так и в компьютерных. Дизельпанковские ролевые игры имеют широкий спектр настроений. Такие игры, как «GURPS Cliffhangers» от Steve Jackson Games, «Daredevils» от FGU and «Pulp Hero» от Hero Games помещают игрока в гангстерские 1930-е. «Operation: Fallen Reich» от Fallen Publishing показывает причудливо-эксцентричный взгляд на Вторую мировую войну, в «Dust» от Паоло Паренте ставит игрока в центре фантазийной Холодной войны, в то время как игры «Call Of Cthulhu», опубликованной Chaosium, и «Tannhäuser» от Fantasy Flight имеют мрачное и гнетущее настроение.

### Изобразительное искусство
По данным интернет-журнал «Dark Roasted Blend», в статье под названием «Dieselpunk: Love Affair with a Machine», дизельпанк-искусство «проявляет интерес к различным странным машинам, полных эзотерических рычагов, потрескавшихся стеклянных циферблатов — всему визуально интенсивному и довольно зловеще выглядящему при фотографировании». В статье указывается, что японский художник Сунья Ямасита создал один из наиболее авторитетных примеров дизельпанк-искусства — работу «Я не могу объяснить» Также Коу Ёкояма обозначен как дизельпанк-художник с его серией фигурок под названием «Maschinen Krieger».
Другие видные художники, имеющие отношение к дизельпанк-движению: Сэм ван Олфен, Кит Томпсон, Роб Швагер, Якуб Розальски, Стефан Проачка, ixlrlxi и Алексей Липатов.

## Субкультура

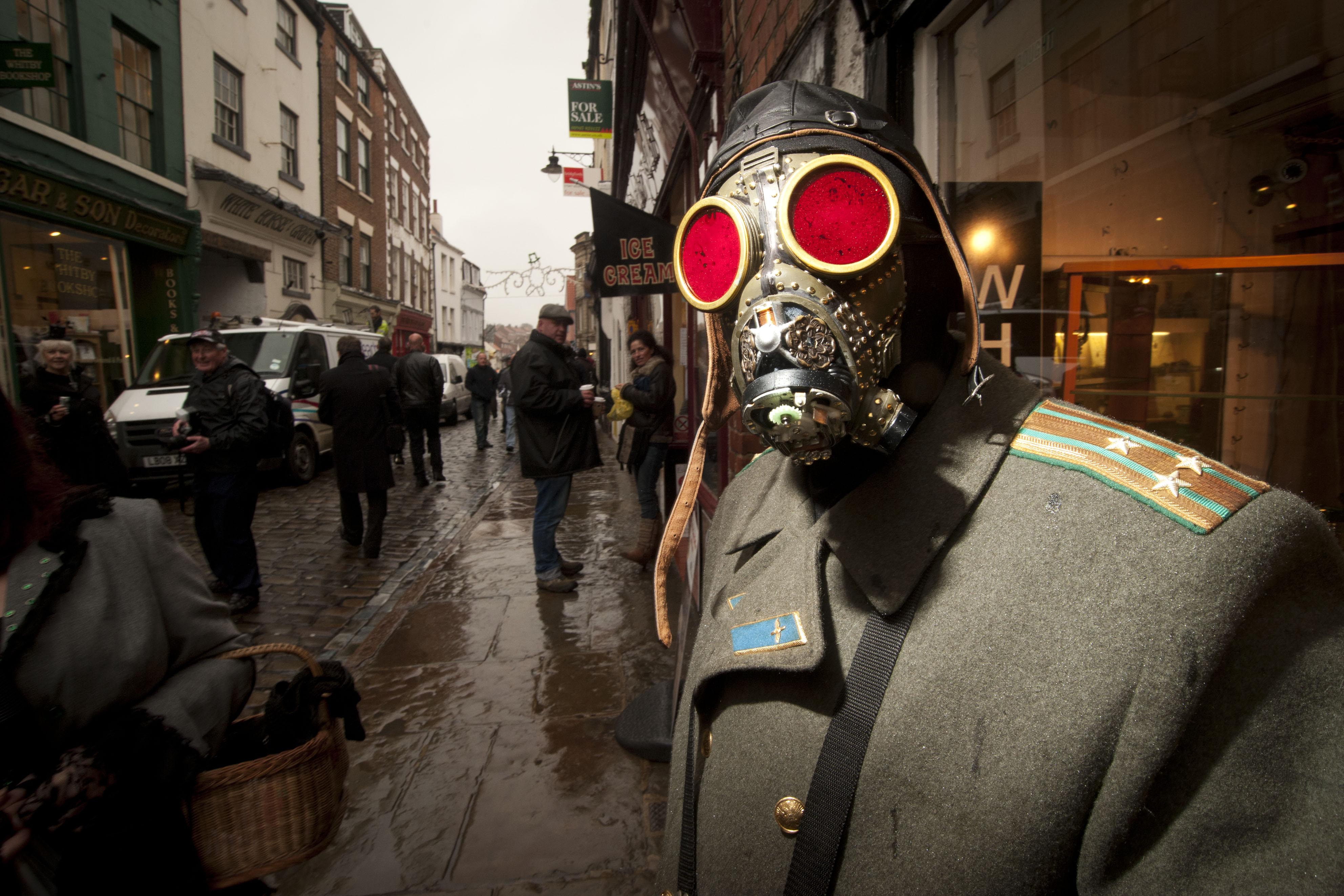
Whitby Gothic Weekend 2011 года

Люди, принадлежащие к дизельпанк-культуре, черпают вдохновение и развлечения в эстетике эпохи дизеля для достижения независимости от современной эстетики, смешивая литературу, искусство, моддинг личного транспорта, музыку и технологии дизельной эпохи с современными чувствами.
Часть постмодернистской природы дизельпанка можно увидеть в важной роли, которую интернет как средство международного общения играет в его развитии. В дополнение к двум видным дизельпанк-онлайн-обществам — Dieselpunks и Smoking Lounge, — постоянно растёт число интернет-журналов, посвящённых поджанру, в том числе: «The Flying Fortress», «Some Stuff Like That There», русское сообщество «Dizelpanki» и несколько блогов, которые известны просто под названием «Dieselpunk». Другой активный интернет-журнал дизельпанк-движения называется «Vintage Future: Dieselpunk»; он описывает себя как «Ретро-футуристический ресурс из золотой эры».
Хотя есть много сайтов о истории дизельной эпохи, появляется всё большее число сайтов, связанных непосредственно с дизельпанком. Одним из таких веб-сайтов является RetroTimes Production, который является независимой кинокомпанией, посвящённой созданию документальных фильмов о «ретро-жизни, ретро-дизайне, и ретро-стиле». На сайте Captain Spectre and The Lightning Legion находятся нарисованные онлайн комиксы и pulp fiction, а также Thrilling Tales of the Downright Unusual, — интерактивный сериал в стиле книг «Choose Your Own Adventure».

### Музыка
Дизельпанк-музыка, уходящая корнями в возрождение нео-свинга, сочетает в себе элементы блюза, джаза, рэгтайма, кабаре, свинга и блюграсса с современными инструментами и композициями. Некоторые примеры групп, играющих в этом стиле: Big Bad Voodoo Daddy, Royal Crown Revue, Squirrel Nut Zippers, The Brian Setzer Orchestra, Indigo Swing, Wolfgang Parker, The End Times Spasm Band, Big Rude Jake, and Lee Press-on and the Nails.

### Мода
Субкультура дизельпанка смешивает стили одежды, которые встречались в дизельную эпоху, с современными стилями, с целью создать гармоничное слияние обоих. «Панковый» характер субкультуры происходит от выражения более полного присутствия в общественной моде предметов, популярных в эпоху дизеля: жилетов, чулок, потрёпанной обуви и головных уборов. Дизельпанк подчёркивается включением определённых деталей, делающих его более завершённым вопреки современным требованиям. Блог Gearing Up является одним из немногих веб-сайтов, посвященных дизельпанк-моде.